# Hydraena iterata
Hydraena iterata är en skalbaggsart som beskrevs av Armand D'Orchymont 1948. Hydraena iterata ingår i släktet Hydraena och familjen vattenbrynsbaggar. Inga underarter finns listade i Catalogue of Life.